# Boswaaierstaart
De boswaaierstaart (Tychaedon leucosticta; synoniem: Cercotrichas leucosticta en Erythropygia leucosticta) is een zangvogel uit de familie Muscicapidae (vliegenvangers).

## Verspreiding en leefgebied
De soort komt voor in westelijk en centraal Afrika en telt vier ondersoorten:
- T. l. colstoni: Sierra Leone, Liberia en Ivoorkust.
- T. l. leucosticta: Ghana.
- T. l. collsi: de zuidoostelijke Centraal-Afrikaanse Republiek, noordoostelijk Congo-Kinshasa en westelijk Oeganda.
- T. l. reichenowi: westelijk Angola.

## Status
De grootte van de populatie is niet gekwantificeerd maar de soort wordt omschreven als schaars tot zeer algemeen. Op de Rode lijst van de IUCN heeft deze soort de status niet bedreigd.